# Piper trên bờ biển
Piper trên bờ biển (tên gốc tiếng Anh: Piper) là một phim ngắn hoạt hình máy tính được sản xuất bởi hãng phim Pixar Animation Studios. Với sự đạo diễn của Alan Barillaro, phim ngắn được công chiếu tại các rạp phim đi kèm với bộ phim Đi tìm Dory của Pixar vào ngày 17 tháng 6 năm 2016.
Phim ngắn kể về một chú chim dẽ non đang học cách vượt qua chứng sợ nước của chính mình. Cảm hứng cho phim ngắn được lấy từ một khu vực cách Pixar Studios ở Emeryville, California khoảng một dặm, nơi người họa sĩ Pixar kì cựu và cũng là đạo diễn của Piper trên bờ biển Alan Barillaro đã chạy dọc theo bờ biển để quan sát phản ứng của hàng ngàn chú chim khi gặp sóng nước nhưng sau đó lại bay trở lại sau mỗi làn sóng để kiếm mồi.

## Nội dung
Một đàn chim dẽ đang kiếm mồi bên bờ biển, đào cát để tìm thức ăn trong khi những con sóng cứ liên tục tràn lên và rồi lại rút đi. Một chú chim nọn được chim mẹ động viên để tham gia kiếm ăn cùng bầy đàn, nhưng em không kịp chạy trốn khỏi cơn sóng vỗ liền tiếp đó. Tai nạn đã khiến chú chim non trở nên sợ hãi những cơn sóng; em từ chối rời tổ, nhưng rồi em chợt nhận thấy một nhóm cua ẩn sĩ đang đào cát để tìm thức ăn ở dưới sâu mặc cho những cơn sóng đang đày đọa. Với việc bắt chước những chú cua, chú chim đã thấy được vẻ đẹp của thể giới dưới lòng nước và trở nên khéo léo trong việc săn mồi cho cả đàn chim.